# Batman (filmserie)
Batman is een vijftien delen tellende serial film uit 1943, geproduceerd door Columbia Pictures. De serie is gebaseerd op de superheld Batman van DC Comics.
De hoofdrollen werden vertolkt door Lewis Wilson en Douglas Croft.

## Verhaal
De plot van de films draait om Batman en Robins strijd tegen Dr. Daka, een Japanse spion die een apparaat heeft uitgevonden waarmee hij mensen in pseudo-zombies kan veranderen.

## Rolverdeling
| Acteur            | Personage                    |
| ----------------- | ---------------------------- |
| Lewis Wilson      | Batman/Bruce Wayne           |
| Douglas Croft     | Robin/Richard 'Dick' Grayson |
| J. Carrol Naish   | Dr. Tito Daka/Prince Daka    |
| Shirley Patterson | Linda Page                   |
| William Austin    | Alfred Pennyworth            |

## Achtergrond

### Invloed op de Batman Franchise
De filmserie betekende Batmans debuut buiten de strips. De filmserie introduceerde tevens enkele bekende kenmerken van de Batman franchise zoals het uiterlijk van Alfred Pennyworth. Voor uitkomst van de serie was Alfred dik en gladgeschoren. In de film werd hij echter neergezet als een slanke man met een snor. DC besloot hierop de stripversie van Alfred aan te passen aan de filmversie, en nadien is hij vrijwel onveranderd gebleven.
Batmans hoofdkwartier, de Batcave, maakte in deze filmserie zijn debuut. In de Batmanstrips die tot dusver waren gepubliceerd gebruikte Bruce altijd zijn landhuis als schuilplaats. Het budget van de filmreeks was echter niet toereikend genoeg een landhuis af te huren voor de film, dus werd het idee dat Batman een grot onder zijn huis als hoofdkwartier zou gebruiken geïntroduceerd. Op die manier konden de producers een oude filmset van een grot hergebruiken. Dit idee is nadien overgenomen in de strips en sindsdien een vast kenmerk van Batman.

### Productie en uitgave
De filmserie werd gemaakt tijdens de Tweede Wereldoorlog. Derhalve bevat de serie net als veel Amerikaanse fictie uit die tijd een sterke anti-Japanse ondertoon. De serie leed ook onder het feit dat het een low budget productie was. Er werd bijvoorbeeld geen poging ondernomen om een Batmobile zoals in de strips na te maken. In plaats daarvan gebruikten de helden een zwarte Cadillac als voertuig.
De serie werd uitgebracht op video eind jaren 80, in een zwaar aangepaste vorm waarbij al het racistische materiaal (vooral tegen Japanners) was verwijderd of aangepast. In de jaren 90 werd de filmserie echter door een Amerikaanse filmzender ongecensureerd uitgezonden.